# 2023년 웨스트민스터 선거구 정기심의
2023년 웨스트민스터 선거구 정기심의 (2023 Periodic Review of Westminster constituencies)는 영국 하원의 선거구 경계를 구획하기 위한 심의절차로, 2023년 완료를 목표로 진행되었다. 영국 의회의 선거구에 대한 개정절차는 1986년 의회 선거구법과 2011년 의회 선거제 및 선거구법, 2020년 의회 선거구법에 법적 근거를 두고 있다. 이번 검토에 앞서 2018년 웨스트민스터 선거구 정기 검토가 실시되었으나 국회에서 부결되면서 폐기되고 새롭게 시작됐다.
현행법에 따라 영국의 4대 선거구 구획위원회 (잉글랜드, 웨일스, 스코틀랜드, 북아일랜드)는 영국 의회 선거구 경계에 대한 검토를 실시, 2023년 7월 1일까지 개편안을 보고해야 했다. 이 기한을 맞추기 위해 각 위원회는 2021년 1월 5일부터 심의절차를 시작했다. 3차에 달하는 공개 협의를 걸쳐 4대 구획위원회 모두 2023년 6월 27일 영국 하원 의장에게 최종 개편안을 제출하였다. 의장은 즉시 이를 의회에 제출했고, 다음 날 각 구획위원회의 웹사이트에 보고서가 게시되었다. 완성된 개편안에 따른 새 선거구 체계는 차기 총선인 2024년 영국 총선부터 적용되었다.

## 기존 검토
첫번째로 2011년 의회 선거제 및 선거구법 제정에 따라 2013년 웨스트민스터 선거구 정기심의가 실시되었다. 당시 심의절차는 2011년에 시작되어 2013년까지 완료될 예정이었지만, 2013년 1월 하원 결의로 일시 중단되었다. 한동안 제자리에 머무르던 선거구 개편은 2015년 영국 총선 실시 직후에 시작되어 2018년 웨스트민스터 선거구 정기심의라는 이름으로 새로 시작되었다. 4대 구획위원회는 2018년 9월 5일까지 국무장관에게 최종 권고안을 제출하고 일주일 뒤 개편안을 공개했다.
앤드리아 레드섬 의장은 2018년 9월 13일 하원 본회의에서 상하원 양측의 승인을 위해 필요한 법적수단 (statutory instruments)이 제출되려면 "시간이 좀 걸릴 것"이라고 밝혔다. 그러나 2019년 12월 12일 총선거 실시 전까지도 상정이 이뤄지지 않았고, 결국 새로 제정된 2020년 의회 선거구법에 명시된 일정에 따라 2020년 11월 해당 개편안은 공식적으로 폐기되었다.

### 정부 측 개편안
2023년 선거구 개편 심의에 관한 영국 정부의 정책적 입장은 2020년 3월 24일 클로이 스미스 영국 국무장관이 '민주주의 강화' (Strengthening Democracy)라는 제목의 서면서를 제출하면서 확인되었다. 스미스 장관은 해당 서면서에서 6차 심의의 권고 사항을 시행하기 위한 법적 요구 사항을 제거하고 향후 선거구 경계 심의를 위한 프레임워크를 설정하기 위해 위임입법이 진행될 것이라고 확인했다.
이 때 발표된 정책 개편안의 주요 골자는 다음과 같다.
650석 유지
2018년 경계 심의 권고안에서는 관계법에 따라 선거구 수가 650개에서 600개로 축소됐다.  이는 영국이 유럽 연합에서 탈퇴한 후 영국 의회의 업무량이 더 많아졌다는 점을 근거로 의원수를 650명으로 유지할 것을 제시했다.
유권자 할당량 오차
전국 선거구 내 유권자수의 평균치 ('유권자 할당량')의 허용 오차범위를 현행 ±5%로 유지키로 했다.
보장 선거구
처음에는 아일오브와이트 (2석 보장), 너헬라넌어니어르 (스코틀랜드의 도서 지역), 오크니 셰틀랜드 (스코틀랜드의 북방 군도)를 비롯한 총 4개 지역에서는 고유의 지리적 특성을 감안해 유권자 할당량과 무관하게 각각의 의석을 보장한다는 기존 원칙에서 벗어나지 않기로 했다. 그러나 법안 통과 과정에서 이니스몬 (웨일스의 앵글시섬)을 추가하는 개정안이 도입되어 보장 선거구의 수가 5개로 늘어났다.
선거구 심의 주기
현행 5년이 아닌 8년마다 심의를 실시하기로 했다.
권고사항의 구현
현행대로라면 구획위원회의 최종 권고안은 의회의 승인이 필요한 추밀원칙령으로 발효되도록 했다. 이번 심의부터는 추밀원칙령이 별도의 의회 표결 없이 향후 자동으로 통과되도록 개선하였다.

## 법 제정
상기한 영국 정부의 정책을 반영한 2020년 의회선거구법 (Parliamentary Constituencies Act 2020) 법안이 2020년 5월 19일 통과되었으며, 2020년 6월 2일 2차 독회를 거쳤다. 2020년 12월 14일 국왕 재가를 받으면서 정식으로 발효되었다. 이 법은 1986년 의회선거구법, 1998년 북아일랜드법, 1992년 구획위원회법, 2011년 의회 선거구제 및 선거구법을 비롯해 차기 선거구 개편 심의의 법적근거를 개정하고 있다.
2020년 의회선거구법의 주요 조항을 요약하면 다음과 같다.
- 제1절 – 구획위원회 보고서 (Reports of the Boundary Commissions): 각 구획위원회가 따라야 할 심의 보고서의 제출시한을 1) 2023년 7월 1일, 2) 2031년 10월 1일, 3) 이후 매 8년차가 되는 해의 10월 1일로 설정하였다.

- 제2절 – 보고서에 효력을 부여하는 추밀원칙령 (Orders in Council giving effect to reports): 구획위원회의 보고서에 효력을 부여하는 추밀원칙령이 자동으로 통과된다. 추밀원칙령 제정은 "예외적인 상황이 아니한 경우" 보고서가 의회에 제출된 후 4개월 이내에 이루어져야 한다.
- 제3절 – 보고서의 권고사항 수정 (Modifications of recommendations in reports): 구획위원회는 보고서가 제출된 후 추밀원칙령이 제정되기 전까지 수정 사항을 제시할 수 있도록 했다.
- 제4절 – 홍보와 협의 (Publicity and consultation): 홍보 및 협의 절차의 각 단계마다 설정된 일정을 조정하였다.
- 제5절 – 선거구 수 (Number of parliamentary constituencies): 선거구는 650개로 유지된다. 이전 법안에는 선거구 수를 600개로 축소할 예정이었다.
- 제6절 – 지방정부 경계 고려 (Taking account of local government boundaries) - 구획위원회가 심의과정에서 고려할 수 있는 지방정부 경계의 기준을 변경했다. 이로서 "심의일자" (review date)를 기준으로, 법이 제정되었으나 아직 효력이 발생하지는 않은 행정구역의 경계도 참고할 수 있게 되었다.
- 제7절 – 보장 선거구 (Protected constituencies): 이니스몬 (앵글시섬 주의회 관할 지역)이 보장 선거구로 추가됐다.
- 제8절 – 2023년 보고서를 위한 "유권자"의 기준 명부 (Registers used to determine the "electorate" in relation to the 2023 reports): 2023년 보고서의 경우 심의에 쓰일 "유권자"의 기준 날짜는 2020년 12월 1일이 아닌 2020년 3월 2일로 설정되었다. 보고서 제출 기간이 짧은 면이 있어 특별히 삽입되었지만, 코로나 유행 기간 동안 통계 수집이 어려울 것으로 우려한 것이 주된 이유다.[18]
- 제9절 – 2023년 보고서의 심의일자 변경 (Alteration of the review date in relation to the 2023 reports): 2023년 보고서의 경우, '심의일자'를 보고일로부터 2년 10개월 전이 아닌 2020년 12월 1일로 지정했다.
- 제10절 – 현 보고서와 관련된 이행 의무 무효화 외 (Removal of duty to implement etc. in relation to current reports): 2018년 9월에 제출된 이전 심의안을 이행할 의무를 공식적으로 폐지했다.

## 심의 개시
2021년 1월 5일, 4대 구획위원회가 공식적으로 선거구 심의에 들어갔다. 해당 날짜를 심의 개시일로 삼은 것은 2020년 3월 2일 영국 국가통계청 (ONS)의 유권자 통계 발표와 병행하기 위해서였다. 각 위원회는 4개 구성국의 지역구수 할당과, 이번 심의에서 사용할 유권자 할당량과 범위를 공동으로 추렸다. 이후 잉글랜드 구획위원회는 별도로 잉글랜드 9개 지역으로 한층 더 나눠 유권자 규모를 할당했다.

### 선거구 규모
영국 국가통계청이 집계한 영국 650개 지역구의 총 유권자수는 2020년 3월 2일 현재 47,558,398명으로 발표됐다. 보장 선거구 5곳 (와이트섬 2석, 너헬러넌이어르, 오크니 셰틀랜드, 이니스 몬 각 1석)의 총 유권자수는 220,132명이었다.
나머지 645개 선거구의 유권자수는 47,338,266명으로 집계되어, 이를 지역구수로 나눈 유권자 할당량은 1석당 73,393명으로 확정됐다. 여기에 상하 오차범위 5%를 적용하여 최소 69,724명에서 최대 77,062명까지 허용하게 되었다. 다만 북아일랜드의 경우 법에서 명시된 특수한 환경일 경우 최소 68,313명에서 최대 77,062명까지 범위를 소폭 조정토록 하였다.
이 허용범위 기준을 현행 선거구 체계에 적용한 결과, 전체 646개 선거구 (현행 1석 상태인 와이트섬 포함) 중 236개는 유권자 규모가 허용범위 내에 있고, 203개는 충족수 미달, 207개는 충족수 초과를 기록한 것으로 조사되었다.
각 지역별 현황표는 다음과 같다. (단위: 석)
| 지역/국가      | 미달 | 충족 | 초과 | 총합 |
| -------------- | ---- | ---- | ---- | ---- |
| 이스트         | 7    | 25   | 26   | 58   |
| 이스트미들랜즈 | 7    | 17   | 22   | 46   |
| 런던           | 20   | 20   | 33   | 73   |
| 노스이스트     | 21   | 6    | 2    | 29   |
| 노스웨스트     | 28   | 33   | 14   | 75   |
| 사우스이스트 * | 2    | 37   | 44   | 83   |
| 사우스웨스트   | 7    | 23   | 25   | 55   |
| 웨스트미들랜즈 | 25   | 26   | 8    | 59   |
| 요크셔험버     | 16   | 22   | 16   | 54   |
| 잉글랜드       | 133  | 209  | 190  | 532  |
| 북아일랜드     | 6    | 8    | 4    | 18   |
| 스코틀랜드     | 27   | 18   | 12   | 57   |
| 웨일스         | 37   | 1    | 1    | 39   |
| 총합           | 203  | 236  | 207  | 646  |

### 의석수 배분

잉글랜드 9개 지역과 스코틀랜드, 웨일스, 북아일랜드의 의석수 변화를 보여주는 지도. 붉은색은 감소, 초록색은 증가를 의미하며 검은색은 보장선거구이다.

4대 구획위원회는 의회선거구법에 명시된 절차에 따라 영국 전 650개 선거구를 각 구성국별로 아래 표와 같이 할당하였다.
| 구성국     | 현 의석수 | 일반선거구 | 일반선거구 | 일반선거구 | 보장선거구 | 보장선거구 | 총합       | 총합 | 총합 |
| 구성국     | 현 의석수 | 유권자     | 할당       | 평균       | 유권자     | 할당       | 유권자     | 할당 | 변동 |
| ---------- | --------- | ---------- | ---------- | ---------- | ---------- | ---------- | ---------- | ---- | ---- |
| 잉글랜드   | 533       | 39,748,705 | 541        | 73,473     | 111,716    | 2          | 39,860,421 | 543  | +10  |
| 북아일랜드 | 18        | 1,295,688  | 18         | 71,983     | -          | -          | 1,295,688  | 18   | -    |
| 스코틀랜드 | 59        | 4,023,611  | 55         | 73,320     | 56,001     | 2          | 4,079,612  | 57   | -2   |
| 웨일스     | 40        | 2,270,262  | 31         | 73,234     | 52,415     | 1          | 2,322,677  | 32   | -8   |
| 총계       | 650       | 47,338,266 | 645        | 73,393     | 220,132    | 5          | 47,558,398 | 650  | -    |

여기에 잉글랜드 구획위원회는 잉글랜드 지역 내에 동일한 공식을 적용하여 각 지역 내 선거구 수를 다음과 같이 설정하였다.
| 지역           | 현 의석수 | 유권자     | 할당 지역구 | 변동 | 평균   |
| -------------- | --------- | ---------- | ----------- | ---- | ------ |
| 이스트         | 58        | 4,482,127  | 61          | +3   | 73,477 |
| 이스트미들랜즈 | 46        | 3,481,126  | 47          | +1   | 74,067 |
| 런던           | 73        | 5,550,454  | 75          | +2   | 74,006 |
| 노스이스트     | 29        | 1,952,999  | 27          | -2   | 72,333 |
| 노스웨스트     | 75        | 5,381,549  | 73          | -2   | 73,720 |
| 사우스이스트 * | 83        | 6,522,802  | 89          | +6   | 73,290 |
| 사우스웨스트   | 55        | 4,242,136  | 58          | +3   | 73,140 |
| 웨스트미들랜즈 | 59        | 4,169,012  | 57          | -2   | 73,141 |
| 요크셔험버     | 54        | 3,966,500  | 54          | -    | 73,454 |
| 일반 지역구    | 532       | 39,748,705 | 541         | +9   | 73,428 |
| 아일오브와이트 | 1         | 111,716    | 2           | +1   | 55,858 |
| 총계           | 533       | 39,860,421 | 543         | +10  | 73,408 |

*아일오브와이트 제외

### 제5차 정기심의와의 비교
기존 선거구 경계는 2000년~2007년 영국 구획위원회에서 시행한 제5차 웨스트민스터 선거구 정기심의를 기반으로 하였다. 스코틀랜드 지역의 선거구는 2005년 총선부터, 나머지 3개 구성국의 선거구는 2010년 총선부터 적용되었다. 이 때 사용된 유권자수 통계는 2000년 2월 발표된 선거인명부 자료를 가준으로 삼았기 때문에, 실제로 선거에 적용된 시점에서는 이미 10년이 지나 있었고 지금의 심의에서도 20년을 넘긴 시점이었다.
아래의 표는 제5차 심의에서 사용된 유권자 통계와 현 심의에 사용된 유권자 통계의 변화를 정리한 표이다.
| 지방/구성국    | 2000년 유권자 | 2020년 유권자 | 순증가율 | 상대증가율 |
| -------------- | ------------- | ------------- | -------- | ---------- |
| 이스트         | 4,063,594     | 4,482,127     | 10.3%    | 2.8%       |
| 이스트미들랜즈 | 3,198,214     | 3,481,126     | 8.8%     | 1.4%       |
| 런던           | 4,974,025     | 5,550,454     | 11.6%    | 4.0%       |
| 노스이스트     | 1,955,336     | 1,952,999     | -0.1%    | -6.9%      |
| 노스웨스트     | 5,193,017     | 5,381,549     | 3.6%     | -3.4%      |
| 사우스이스트   | 6,021,130     | 6,634,518     | 10.2%    | 2.7%       |
| 사우스웨스트   | 3,779,970     | 4,242,136     | 12.2%    | 4.6%       |
| 웨스트미들랜즈 | 4,023,708     | 4,169,012     | 3.6%     | -3.5%      |
| 요크셔 험버    | 3,786,501     | 3,966,500     | 4.8%     | -2.4%      |
| 잉글랜드       | 36,995,495    | 39,860,421    | 7.7%     | 0.4%       |
| 북아일랜드     | 1,097,450     | 1,295,688     | 18.1%    | 10.0%      |
| 스코틀랜드     | 3,995,489     | 4,079,612     | 2.1%     | -4.9%      |
| 웨일스         | 2,225,599     | 2,322,677     | 4.4%     | -2.8%      |
| 합계           | 44,314,033    | 47,558,398    | 7.3%     | 0.0%       |

## 심의 진행

### 일정
잉글랜드 구획위원회는 선거구 심의일정을 다음과 같이 발표하였다.
- 2021년 1월: 초안 심의 개시.
- 2021년 5월 10일: 2023년 심의 지침 발행.
- 2021년 6월 8일: 초안 발행. 8주간의 서면협의 개시.
- 2022년 초: 초안에 대한 응답 보고서 발행. 각 지역에서 공청회 2회~5회를 개최하고 6주간의 '2차 협의'를 진행.
- 2022년 말: 수정안 발행. 4주간의 서면 협의를 실시.
- 2023년 6월 27일: 최종 보고서와 권장 사항을 제출, 발행.[34]

### 최종안
잉글랜드, 스코틀랜드, 웨일스, 북아일랜드의 각 구획위원회는 2023년 6월 27일 하원의장에게 최종 권고안 보고서를 제출하였으며 곧바로 의회에 상정되었다. 영국 정부는 지금으로부터 4달에 걸쳐 보고서의 권고사항을 이행하기 위한 시행령 초안을 의회에 제출해야 한다. 2023년 6월 28일에는 각 위원회의 웹사이트에 보고서 파일이 발행되었다.
잉글랜드 지역 내에서 추가로 접수된 의견은 18,890건으로 집계되었으며, 이를 감안하여 41개 선거구를 수정, 그 가운데 8개는 명칭도 변경하였다. 수정사항 대다수가 인접한 두 지역구 간의 사소한 경계변경에 해당됐다. 여기에 45개 선거구의 명칭을 변경하기로 하였다. 이로써 2022년 11월 발표된 수정안으로부터 변경되지 않은 지역구는 457곳이 남게 되었다. 잉글랜드 현행 선거구 533곳 가운데 변경이 이뤄지지 않고 온전히 유지된 지역구는 55곳에 불과하게 되었다.
웨일스에서는 지역구 32곳 가운데 21곳이 수정안을 유지하였으며, 나머지 10곳은 경계를 수정, 6곳은 명칭을 변경하였다. 스코틀랜드에서는 지역구 18곳이 수정되었으며 12곳은 명칭과 경계를 동시에 변경하였다. 나머지 6곳은 명칭만 변경하였으며 33곳은 수정안을 그대로 유지하였다. 북아일랜드에서는 명칭 변경사례는 없고 지역구 5곳에 대한 사소한 경계변경이 이루어졌다.

## 신설·폐지 선거구
단순 명칭 변경을 비롯해 신설된 선거구는 총 211개에 달하며, 폐지된 의석 수도 동일하다. 이는 전체 650석의 1/3을 조금 밑도는 규모다. 변동 내역은 아래에 알파벳순으로 정리했다.

### 신설 선거구
최종 권고안의 발표로 신설, 부활되어 차기 영국 총선부터 처음 적용될 선거구는 다음과 같다.
- 아베라반 마이스테그
- 애버딘셔노스 머리이스트
- 앨로아 그랜지머스
- 앵거스 퍼스셔글렌스
- 아브로스 브로티페리
- 아가일 뷰트 사우스로카버
- 뱅거애버콘위
- 반즐리노스
- 반즐리사우스
- 바스게이트 린리스고
- 베크넘 펜지
- 벨파스트사우스 미드다운
- 베스널그린 스테프니
- 비세스터 우드스톡
- 버밍엄홀그린 모즐리
- 버밍엄호지힐 솔리헐노스
- 브래클리 미들턴사우스
- 블랙풀노스 플리트우드
- 블라이나이궨트 림니
- 블레이던 콘세트
- 블리스 애싱턴
- 볼턴사우스 워크던
- 브레콘 래드너 쿰타웨
- 브렌트이스트
- 브렌트웨스트
- 브리지워터
- 브리들링턴 더울드
- 브리그 이밍햄
- 브라이턴켐타운 피스헤이븐
- 브리스톨센트럴
- 브리스톨노스이스트
- 브로드랜드 페이큰햄
- 브롬리 비긴힐
- 버킹엄 블레츨리
- 버턴 유톡시터
- 베리세인트에드먼즈 스토마켓
- 카이르버르딘
- 카디프이스트
- 케레디기온프레셀리
- 체스터노스 네스턴
- 체스터사우스 에디스베리
- 클래펌 브릭스턴힐
- 클루이드이스트
- 클루이드노스
- 코트브리지 벨쉴
- 코비 이스트노샘프턴셔
- 코번트리이스트
- 카우든비스 커콜디
- 크램링턴 킬링워스
- 크로이던이스트
- 크로이던웨스트
- 컴버놀드 커큰틸로크
- 듀스베리 배틀리
- 디드코트 원티지
- 동커스터이스트 아일오브액스홀름
- 도킹 홀리
- 도버 딜
- 드로이트위치 이브셤
- 더들리
- 던디센트럴
- 던펌린 돌러
- 던스테이블 레이턴버저드
- 얼리 우들리
- 이스트그린스테드 어크필드
- 이스트킬브라이드 스트렛헤이븐
- 이스트새닛
- 이스트윌트셔
- 에딘버러이스트 머슬버러
- 에드먼턴 윈치모어힐
- 엘스미어포트 브롬버러
- 엘섬 치즐허스트
- 엘리 이스트케임브리지셔
- 엑스머스 엑스터이스트
- 페어햄 워털루빌
- 판헴 보던
- 프롬 이스트서머싯
- 게이츠헤드센트럴 위컴
- 글래스고웨스트
- 글래스톤베리 서머턴
- 글렌로시스 미드파이프
- 고덜밍 애시
- 굴 포클링턴
- 고던 버컨
- 고턴 덴턴
- 그랜섬 본
- 그레이트그림즈비 클리소프스
- 헤일조인
- 햄블밸리
- 해밀턴 클라이드밸리
- 해머스미스 치즈윅
- 햄프스티드 하이게이트
- 하버러 오드비 위그스턴
- 하펜던 베컴스테드
- 헨리 테임
- 헤른베이 샌드위치
- 헤이우드 미들턴노스
- 힝클리 보즈워스
- 히친
- 호니턴 시드머스
- 혼지 프라이언바닛
- 호브 포트슬레이드
- 인버클라이드 렌프루셔웨스트
- 인버네스 스카이 웨스트로스셔
- 아일오브와이트이스트
- 아일오브와이트웨스트
- 재로 게이츠헤드이스트
- 카일리 일클리
- 켄징턴 베이스워터
- 킹스턴어폰헐노스 코팅엄
- 킹스턴어폰헐웨스트 홀템프라이스
- 킹스윈퍼드 사우스스태퍼드셔
- 랭커스터 와이어
- 리즈센트럴 헤딩리
- 리즈사우스
- 리즈사우스웨스트 몰리
- 리즈웨스트 퍼드지
- 리 애서턴
- 루이셤노스
- 루이셤웨스트 이스트덜리치
- 리버풀 가스턴
- 로디언이스트
- 로스토프트
- 루턴사우스 사우스베드퍼드셔
- 메이드스톤 몰링
- 맨체스터러숌
- 멜크셤 디바이지스
- 멜턴 시스턴
- 메리던 솔리헐이스트
- 머서티드빌 애버데어
- 미드사우스펨브루크셔
- 미드버킹엄셔
- 미드체셔
- 미드던바턴셔
- 미드레스터셔
- 미들즈브러 소너비이스트
- 밀턴킨스센트럴
- 몬머스셔
- 몽고메리셔 글런두르
- 머리웨스트 네언 스트래스페이
- 마더웰 위쇼 칼루크
- 니스 스완지이스트
- 뉴캐슬어폰타인센트럴 웨스트
- 뉴캐슬어폰타인이스트 월센드
- 뉴포트웨스트 이슬루인
- 뉴턴에이클리프 스페니무어
- 노맨턴 헴스워스
- 노스베드퍼드셔
- 노스코츠월즈
- 노스이스트서머싯 해넘
- 노스노섬벌랜드
- 노스워릭셔 베드워스
- 노스웨스트에식스
- 노팅엄노스 킴벌리
- 올덤웨스트 채더턴 로이턴
- 오세트 덴비데일
- 페컴
- 펜들 클리스로
- 펜리스 솔웨이
- 퍼스 킨로스셔
- 폰트프랙트 캐슬퍼드 노팅리
- 퀸즈파크 마이다베일
- 로마시 코니스브러
- 리딩센트럴
- 리딩웨스트 미드버크셔
- 론다 오그모어
- 리치먼드 노샐러턴
- 런콘 헬스비
- 러더글렌
- 러틀랜드 스탬퍼드
- 솔퍼드
- 셀비
- 셔우드포리스트
- 슈루즈베리
- 스메딕
- 솔리헐웨스트 셜리
- 사우스코츠월즈
- 사우스데번
- 사우스슈롭셔
- 사우스엔드이스트 로크퍼드
- 사우스엔드웨스트 리
- 사우스게이트 우드그린
- 스펜밸리
- 세인트니어츠 미드케임브리지셔
- 스털링 스트래털런
- 스토크턴웨스트
- 스톤 그레이트웰리 펜크리지
- 스트랫퍼드 보
- 스트리섬 크로이던노스
- 서식스웰드
- 스윈던노스
- 스윈던사우스
- 톤턴 웰링턴
- 팁턴 웬즈베리
- 티버턴 마인헤드
- 톤브리지
- 토리지 태비스토크
- 복솔 캠버웰그린
- 웨이크필드 로스웰
- 월솔 블락스위치
- 워싱턴 게이츠헤드사우스
- 웨이브니밸리
- 웰드오브켄트
- 웨더비 이징월드
- 웰링버러 러시던
- 웰스 멘딥힐스
- 웨스트브로미치
- 웨스트햄 벡턴
- 화이트헤이븐 워킹턴
- 위드너스 헤일우드
- 울버햄튼웨스트
- 월슬리 에클스

### 폐지 선거구
차기 총선에서 폐지되는 선거구는 다음과 같다.
- 애버라본
- 애버콘위
- 앵거스
- 아번
- 아가일 뷰트
- 밴프 버컨
- 반즐리센트럴
- 반즐리이스트
- 배틀리 스펜
- 배커넘
- 벨파스트사우스
- 베릭어폰트위드
- 베스널그린 바우
- 버밍엄홀그린
- 버밍엄호지힐
- 블랙클리 브로우턴
- 블랙풀노스 클리블리스
- 블라이나이궨트
- 블레이던
- 블리스밸리
- 볼턴사우스이스트
- 보즈워스
- 브레컨 래드너셔
- 브렌트센트럴
- 브렌트노스
- 브리지워터 웨스트서머싯
- 브리그 굴
- 브라이튼켐프타운
- 브리스톨웨스트
- 브로드랜드
- 브롬리 치즐허스트
- 버킹엄
- 버턴
- 베리세인트에드먼즈
- 캠버웰 페캄
- 카디프센트럴
- 카마던이스트 디네부르
- 카마던웨스트 사우스펨브로크셔
- 케레디기온
- 찬우드
- 시티오브체스터
- 클리소프스
- 클루이드사우스
- 클루이드웨스트
- 코트브리지 크리스턴 벨실
- 코플랜드
- 코비
- 코번트리노스이스트
- 크로이던센트럴
- 크로이던노스
- 컴버놀드 킬시스 커킨틸록이스트
- 커넌밸리
- 델린
- 덴턴 레디시
- 디바이지즈
- 듀스베리
- 돈밸리
- 도버
- 더들리노스
- 더들리사우스
- 던디이스트
- 던디웨스트
- 던펌린 웨스트파이프
- 이스트데번
- 이스트던바턴셔
- 이스트킬브라이드 스트레이번 레즈머헤이고
- 이스트로디언
- 이스트요크셔
- 에디스베리
- 에딘버러이스트
- 에드먼턴
- 엘즈미어포트 네스턴
- 엘멧 로스웰
- 엘텀
- 엔필드 사우스게이트
- 페어햄
- 가스턴 헤일우드
- 게이츠헤드
- 글래스고센트럴
- 글래스고노스웨스트
- 글렌로시스
- 고든
- 그랜섬 스탬퍼드
- 그레이트그림즈비
- 헤일조인 라울리리지스
- 홀템프라이스 하우든
- 할턴
- 해머스미스
- 햄프스테드 킬번
- 하버러
- 헴스워스
- 헨리
- 헤이우드 미들턴
- 히친 하펀던
- 혼지 우드그린
- 호브
- 인버클라이드
- 인버네스 네언 베이드녹 스트래스페이
- 아일오브와이트
- 이슬루인
- 재로
- 키슬리
- 켄징턴
- 킹스턴어폰헐노스
- 킹스턴어폰헐웨스트 헤즐
- 킹스우드
- 커콜디 카우든비스
- 래너크 해밀턴이스트
- 랭커스터 플리트우드
- 리즈센트럴
- 리즈웨스트
- 리
- 루이셤뎃퍼드
- 루이셤웨스트 펜지
- 린리스고 이스트폴커크
- 러들로
- 루턴사우스
- 메이드스톤 더윌드
- 미온밸리
- 메리든
- 머서티드빌 림니
- 미드우스터셔
- 미들즈브러
- 미드우스터셔
- 밀턴케인스사우스
- 몰밸리
- 몬머스
- 몽고메리셔
- 머리
- 몰리 아웃우드
- 마더웰 위쇼
- 니스
- 뉴캐슬어폰타인센트럴
- 뉴캐슬어폰타인이스트
- 뉴포트웨스트
- 노먼턴 폰트프랙트 캐슬퍼드
- 노스이스트베드퍼드셔
- 노스이스트서머싯
- 노스스윈던
- 노스새닛
- 노스타인사이드
- 노스워릭셔
- 노스웨스트더럼
- 노스윌트셔
- 노팅엄노스
- 오킬 사우스퍼스셔
- 오그모어
- 올덤웨스트 로이턴
- 펜들
- 펜리스 더보더
- 퍼스 노스퍼스셔
- 프레슬리펨브로크셔
- 펏지
- 리딩이스트
- 리딩웨스트
- 론다
- 리치먼드 (요크스)
- 로치퍼드 사우센드이스트
- 로스 스카이 로카버
- 루터글렌 해밀턴웨스트
- 러틀랜드 멜턴
- 새프런월든
- 솔퍼드 에클스
- 세지필드
- 셀비 에인스티
- 셔우드
- 슈루즈베리 애첨
- 솔리헐
- 소머턴 프롬
- 사우스이스트캠브리지셔
- 사우스스태퍼드셔
- 사우스스윈던
- 사우스새닛
- 사우스웨스트베드퍼드셔
- 사우스웨스트서리
- 사우센드웨스트
- 스털링
- 스토크턴사우스
- 스톤
- 스트레텀
- 스완지이스트
- 톤턴딘
- 코츠월즈
- 틸버턴 허니턴
- 톤브리지 몰링
- 토리지 웨스트데번
- 토트니스
- 베일오브클루이드
- 복솔
- 웨이크필드
- 월솔노스
- 월솔사우스
- 원스벡
- 완티지
- 월리
- 워싱턴 선덜랜드웨스트
- 웨이브니
- 윌든
- 위버베일
- 웰링버러
- 웰스
- 웬트워스 던
- 웨스트브로미치이스트
- 웨스트브로미치웨스트
- 웨스트햄
- 웨스트민스터노스
- 위럴사우스
- 울버햄턴사우스웨스트
- 워킹턴
- 워슬리 에클스사우스
- 와이어 프레스턴노스

### 실질 폐지·신설 선거구
상기한 선거구 목록은 경계가 아예 변경되지 않은 5곳을 비롯하여 큰 변화를 보이지 않고 명칭만 변경한 선거구들이 대부분이다. 따라서 신설 선거구라 하더라도 기존 선거구의 경계에서 크게 벗어나지 않는다면 신설된 것으로 볼 수 없다.
이전 선거구에 속했던 지역이 다수지역을 차지하지 않는 선거구라면 실질적으로 신설되었다고 볼 수 있고, 반대로 이전 선거구의 지역이 여러 선거구로 쪼개졌는데 그 어느 곳에서도 다수지역을 차지하지 않게 되었다면 실질적으로 폐지되었다고 볼 수 있다.
아래의 표는 실질적으로 폐지되고 신설된 선거구를 나열하였다.
| 지방                 | 변동 | 폐지 선거구 | 신설 선거구 |
| -------------------- | ---- | --- | --- |
| 이스트미들랜즈       | +1석 | | - 멜턴 시스턴 |
| 이스트오브잉글랜드   | +3석 | | - 하펀던 버컴스테드 - 세인트니어츠 미드케인브리지셔 - 웨이브니밸리                                                                           |
| 그레이터런던         | +2석 | | - 스트랫퍼드 보 - 스트리섬 크로이던노스 |
| 노스이스트잉글랜드   | -2석 | - 블레이던 - 노스타인사이드 | |
| 노스웨스트잉글랜드   | -2석 | - 덴턴 레디시 - 펜리스 더보더 - 위럴사우스 - 와이어 프레스턴노스                                                               | - 맨체스터러숌 - 미드체셔 |
| 사우스이스트잉글랜드 | +7석 | - 미온밸리 | - 비세터 우드스톡 - 버킹엄 블레츨리 - 얼리 우들리 - 이스트그린스테드 어크필드 - 고달밍 애시 - 햄블밸리 - 아일오브와이트웨스트 - 웰드오브켄트 |
| 사우스웨스트잉글랜드 | +3석 | - 킹스우드 - 노스윌트셔 | - 브리스톨노스이스트 - 프롬 이스트서머싯 - 멜크셤 디바이지스 - 노스코츠월드 - 티버턴 마인헤드                                                |
| 웨스트미들랜즈       | -2석 | - 더들리사우스 - 스톤 - 월솔사우스                                                                                             | - 스톤 그레이트월리 펜크리지 |
| 요크셔 험버          | 0석  | - 브리그 굴 - 리즈웨스트 | - 리즈웨스트 펏지 - 웨이크필드 로스웰 |
| 스코틀랜드           | -2석 | - 글래스고센트럴 - 로스 스카이 러카버                                                                                          | |
| 웨일스               | -8석 | - 아폰 - 카마던웨스트 사우스펨브로크셔 - 클루이드사우스 - 커넌밸리 - 뉴포트웨스트 - 오그모어 - 스완지이스트 - 베일오브클루이드 | |

## 같이 보기
- 영국 의회의 선거구
- 구획위원회 (영국)
- 영국의 선거
- 선거구